# Philippe Devillers
Philippe Mullender (Villers-Cotterêts, 11 de noviembre de 1920 - 15 de febrero de 2016), más conocido por el seudónimo de Philippe Devillers, fue un periodista e historiador francés especialista en historia política del Vietnam contemporáneo y el sudeste asiático. 

## Biografía
Se graduó en la Escuela Libre de Ciencias Políticas de París en 1939 y en la Escuela Superior de Organización Profesional en 1942, licenciándose en Derecho en 1943, alcanzando el título de doctor en Historia en 1981. Inició su actividad profesional como redactor en el Ministerio de Producción Industrial francés entre 1942 y 1944.
En septiembre de 1945 se convirtió en corresponsal de Le Monde en Indochina, mientras ejercía su labor de periodista dentro del Estado Mayor del general Leclerc, jefe del Cuerpo Expedicionario Francés en Extremo Oriente, en Saigón. Participó, en colaboración con Jean Lacouture, en la fundación del periódico Paris-Saigon.
De regreso a Francia en octubre de 1946, Philippe Devillers trabajó en la Secretaría General del Gobierno y continuó su carrera como periodista. Colaboró, además de en Le Monde, en las publicaciones Paris Normandie, L'Express y Christian Testimony.

## Publicaciones
Philippe Devillers es autor de numerosos libros y publicaciones, la mayoría dedicados a Vietnam, entre ellos más de 500 artículos publicados tanto en revistas francesas como extranjeras.
Entre sus obras se incluyen:
- Histoire du Viêt-Nam de 1940 à 1952. Seuil, 1952.
- La fin d’une guerre, Indochine 1954. Publicado junto con Jean Lacouture. Seuil, 1960.
- Ce que Mao a vraiment dit. Stock, 1968.
- Guerre ou paix: une interprétation de la politique extérieure soviétique depuis 1944. Balland, 1979.
- Français et annamites : partenaires ou ennemis?, 1856-1902. Denoël, 1998.
- Vingt ans, et plus, avec le Vietnam: souvenirs et écrits, 1945-1969. Les Indes savantes, 2010.

## Filmografía
- La République est morte à Diên Biên Phu (1974). Documental realizado junto con Jérôme Kanapa y Jean Lacouture.[5]

## Distinciones
- Orden de la Amistad del Vietnam[3]